# Zwetelin Dimitrow
Zwetelin „cerq“ Dimitrow (* 7. Dezember 1999) ist ein bulgarischer E-Sportler in der Disziplin Counter-Strike: Global Offensive.

## Karriere
Dimitrow startete seine Karriere beim bulgarischen Team Outlaws. Er spielte dort hauptsächlich bei lokalen, kleineren oder Qualifikationsturnieren. Im Oktober 2017 wechselte zur amerikanischen Organisation NRG Esports.
2018 konnte er die Intel Extreme Masters XIII - Shanghai und die cs_summit 3 gewinnen. Außerdem erzielte er einen zweiten Platz bei der StarSeries & i-League CS:GO Season 5 und die SuperNova Malta 2018. Zudem beendete er die Esports Championship Series Season 5, die ESL One: New York 2018 und die StarSeries & i-League CS:GO Season 6 im Halbfinale. Für seine Leistungen in der Intel Extreme Masters XIII - Shanghai erhielt er von HLTV erstmals eine MVP-Auszeichnung.
Im folgenden Jahr spielte er mit NRG mit dem IEM Major: Katowice 2019 erstmals ein Major-Turnier. Er erreichte den 15.–16. Gesamtrang. Das StarLadder Berlin Major 2019 beendete er nach einer Niederlage gegen Astralis im Halbfinale. Dimitrow erzielte 2019 zudem einen ersten Platz bei der StarSeries & i-League CS:GO Season 8 und das Halbfinale bei der StarSeries & i-League CS:GO Season 7, der Intel Extreme Masters XIV - Sydney, der cs_summit 4, der Esports Championship Series Season 7, der ESL Pro League Season 9, der Blast Pro Series: Los Angeles 2019, der Esports Championship Series Season 8 und dem Epicenter 2019. Im September wechselte er mit seinen Mitspielern zur Organisation Evil Genuises. Er wurde erstmals von HLTV als 18. in die Liste der zwanzig besten Spieler des Jahres gewählt.
2020 gewann er das Blast Premier: Spring 2020 American Finals, das cs_summit 6 Online: North America und die ESL One: Cologne 2020 Online - North America. Des Weiteren erzielte er einen zweiten Platz bei der ESL Pro League Season 11: North America und einen dritten Platz bei der ESL One: Cologne 2020 Online - North America und der Intel Extreme Masters XV - New York Online: North America. Im Blast Premier: Spring 2020 American Finals wurde er als bester Spieler des Turniers ausgezeichnet.
2021 konnte er nicht an die erfolgreichen vorherigen Jahre anknüpfen. Die besten Ergebnisse seines Teams waren ein 5.–6. Platz bei der Intel Extreme Masters XVI - Summer, dem Blast Premier: Global Final 2020 und der DreamHack Open January 2021: Europe. Das PGL Major Stockholm 2021 schloss er auf dem 15.–16. Platz ab.
Nachdem Dimitrow sich mit seinem Team nicht für das PGL Major Antwerp 2022 qualifizieren konnte, erreichte er im IEM Major: Rio 2022 den 20.–22. Rang. Im Januar 2023 verließ er das Team.
Mit einem gewonnenen Preisgeld von über 400.000 $ gehört er nach Preisgeld zu den drei erfolgreichsten E-Sportler Bulgariens.